# Plouguiel
Plouguiel (bretonisch: Priel) ist eine französische Gemeinde mit 1745 Einwohnern (Stand 1. Januar 2022) im Département Côtes-d’Armor in der Region Bretagne.

## Geografie
Plouguiel liegt nur wenige Kilometer nördlich der Kantonshauptstadt Tréguier und ist von dieser durch den Fluss Guindy getrennt. Die westlichen Nachbargemeinden sind Camlez und Penvénan, im Norden und direkt an der Küste des Ärmelkanals liegt Plougrescant. Im Osten – jenseits des Küstenflusses Jaudy – schließen sich die Gemeinden Pleumeur-Gautier und Kerbors an.

## Geschichte
Der Ort wird erstmals im 13. Jahrhundert während des Verfahrens zur Heiligsprechung des Ivo Hélory erwähnt.
Während des Ersten Weltkriegs war in Plouguiel eine der ersten Basen für Wasserflugzeuge eingerichtet. Von dort wurde die Aufklärung und Verfolgung von U-Booten im Ärmelkanal durchgeführt. Diese Basis wurde von der französischen Marine bis 1917 und dann anschließend bis 1919 gemeinsam mit der US Navy als Centre d’aviation maritime français et américain betrieben.

### Einwohnerentwicklung
Die Gemeinde verzeichnet seit dem Beginn der Aufzeichnungen über die Bevölkerungsentwicklung kaum Veränderungen bei den Bewohnerzahlen. Über 2 Jahrhunderte hinweg wurden stets um die 2000 Bewohner gezählt.
| 1962 | 1968 | 1975 | 1982 | 1990 | 1999 | 2006 | 2016 |
| ---- | ---- | ---- | ---- | ---- | ---- | ---- | ---- |
| 1928 | 2017 | 2058 | 2022 | 2056 | 1858 | 1943 | 1774 |

## Sehenswürdigkeiten

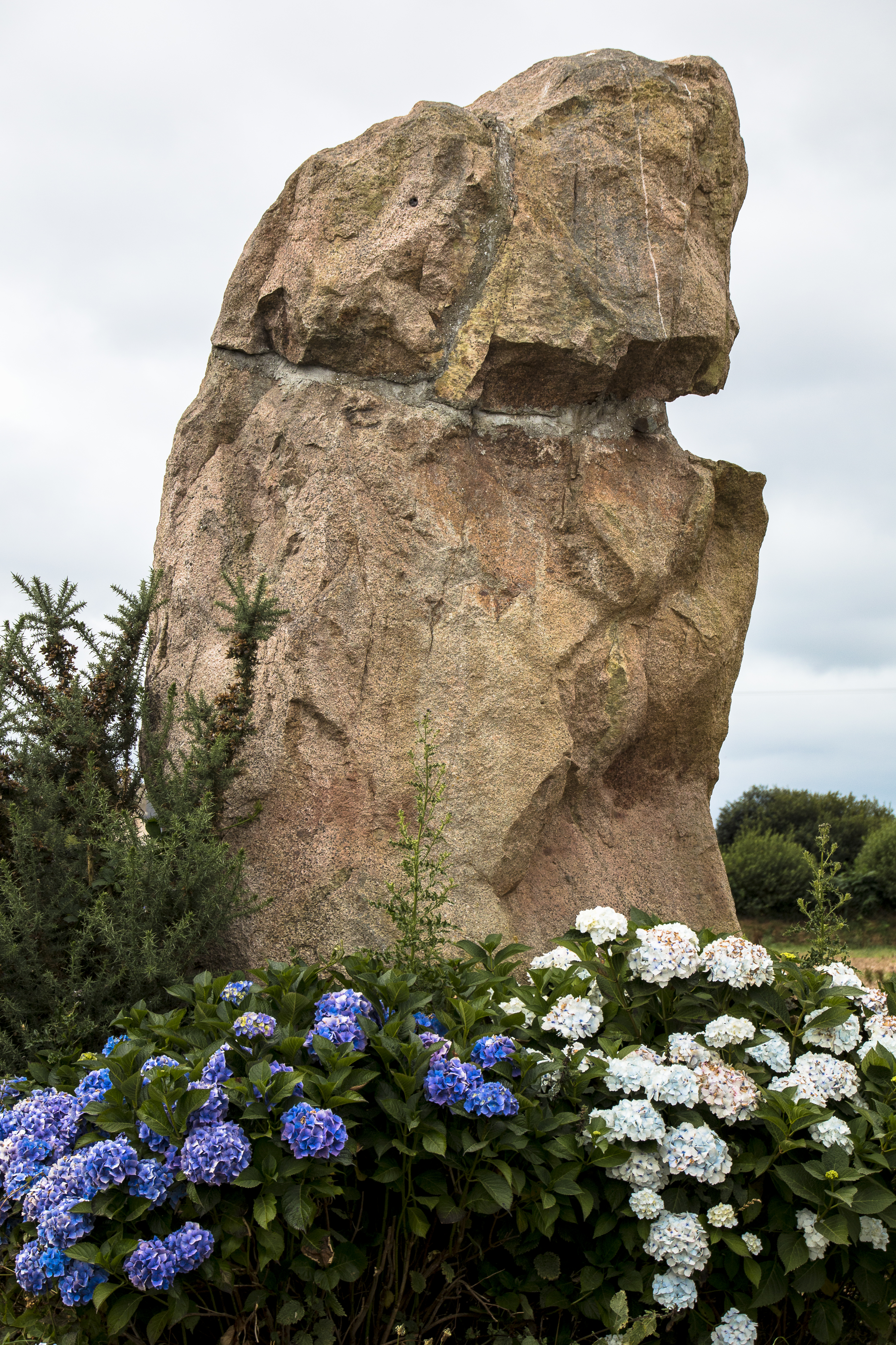
Menhir von Keloc’h

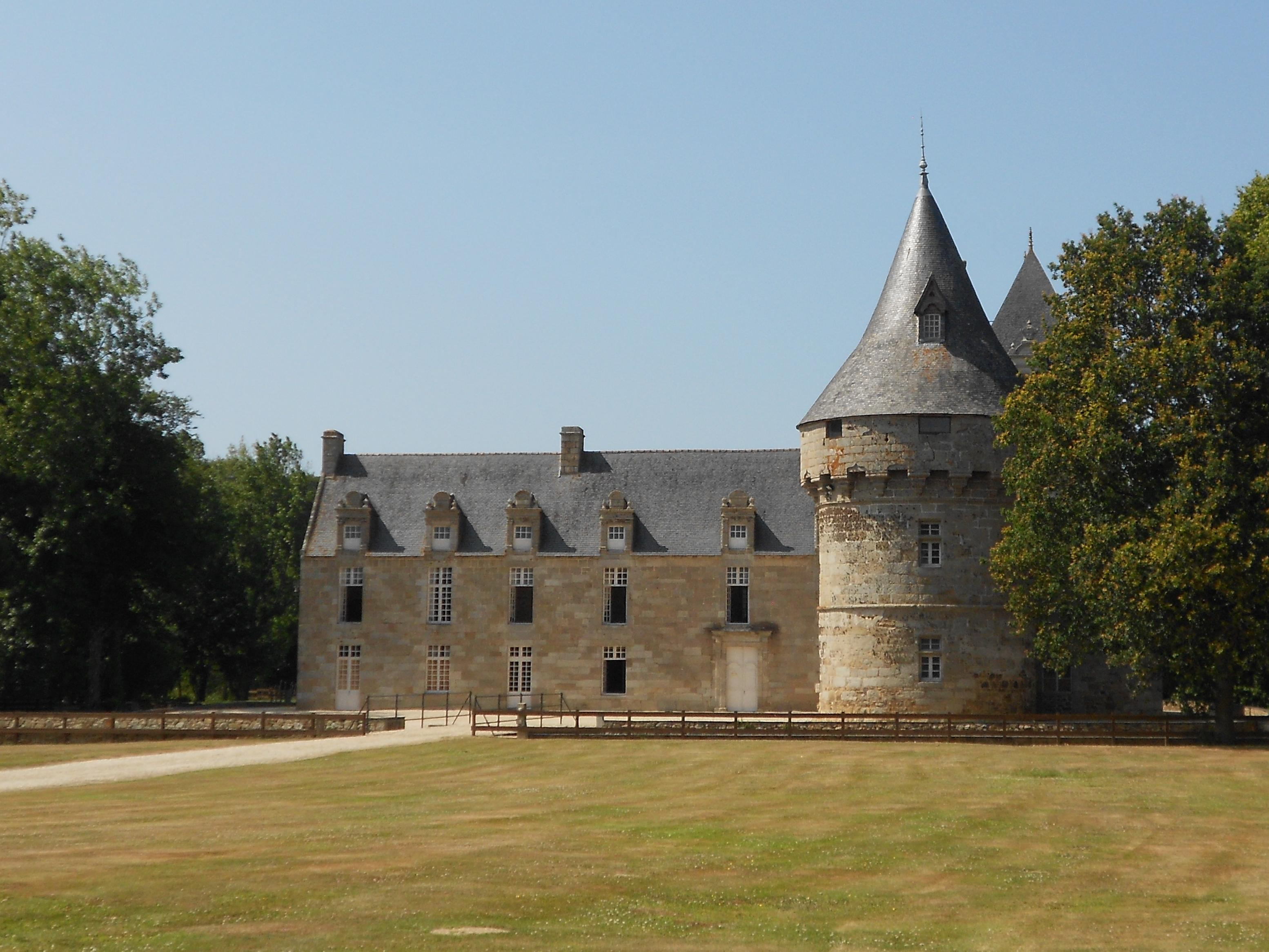
Château de Keralio

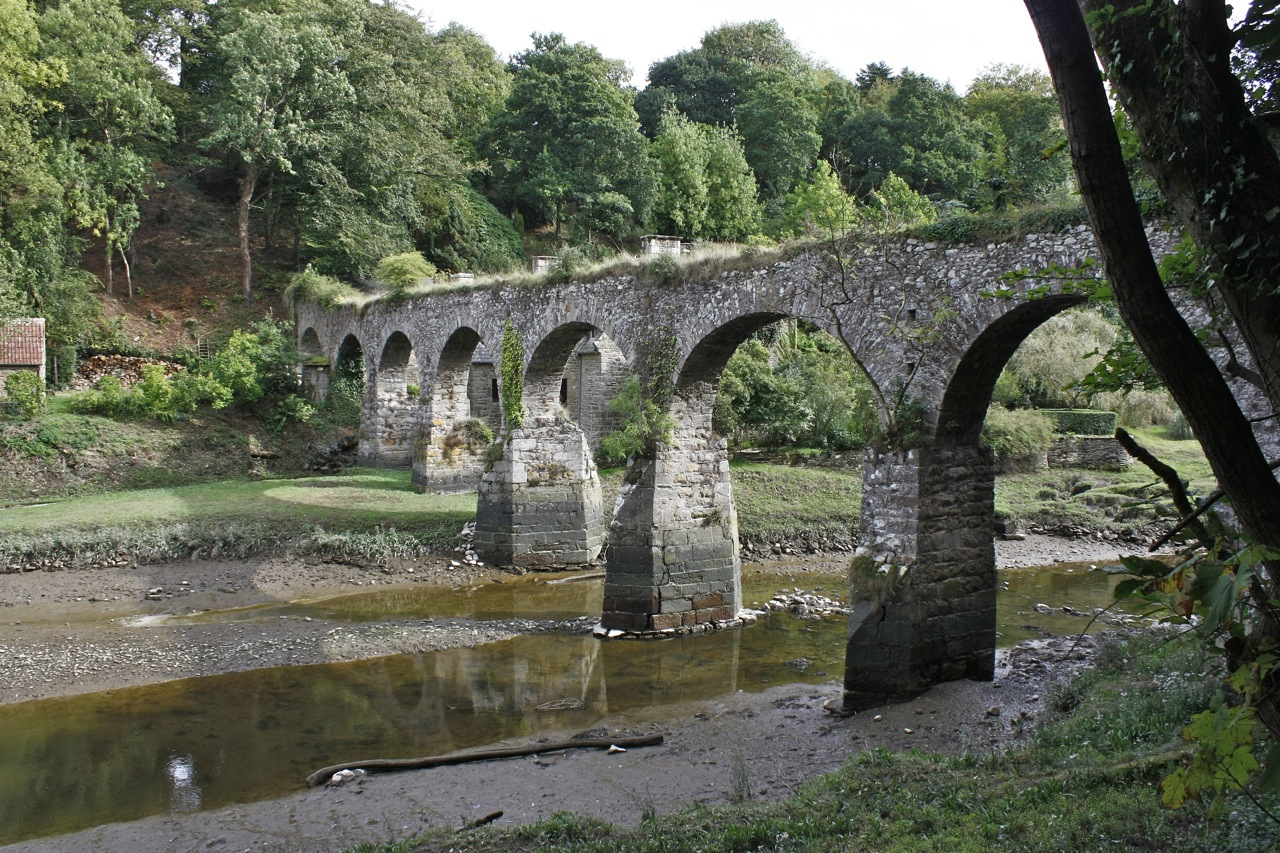
Aquädukt über den Guindy

- Schloss Keralio, erbaut zwischen dem 15. und 18. Jahrhundert. Die Außenanlagen sind zwischen Juli und September zugänglich
- Kapelle von Kelomad, im 17. Jahrhundert erbaut
- Botanischer Garten Jardins exotiques du Manoir de Kestellic, seit 1992 als Monument historique eingetragen
- Aquädukt über den Guindy, errichtet in den Jahren von 1610 bis 1623

Siehe auch: Liste der Monuments historiques in Plouguiel

## Persönlichkeiten
Der Schriftsteller Jarl Priel (1885–1965) wurde in Plouguiel geboren. Alexander Calder (1898–1976), Maler und Bildhauer, erwarb 1957 das Haus Palud in Plouguiel und hielt sich regelmäßig dort auf.